# Іфігенія у таврів (Евріпід)
«Іфігенія в Тавриді» (Давньогрецька мова — Ἰφιγένεια ἐν Ταύροις) — антична трагедія давньогрецького драматурга Евріпіда 414 року до н. е. Під впливом Евріпіда було написано чимало інших, пізніших, літературних та музичних творів з такою назвою.

## Трагедія Евріпіда

### Передісторія
Іфігенія — старша дочка героя Троянської війни аргоського царя Агамемнона і його дружини Клітемнестри. У трагедії «Іфігенія в Авліді» Евріпід розповідає передісторію того, як Іфігенія опинилася в Тавриді. Коли Агамемнон вирушав у похід на Трою, Артеміда веліла йому принести Іфігенію собі в жертву. Агамемнон скорився, але Артеміда в останній момент пожаліла дівчину та підмінила її ланню, а Іфігенію відправила на хмарі в Тавриду, де та стала жрицею богині в храмі, в якому знаходився її дерев'яний ідол. Жоден зі смертних не дізнався про те, що Іфігенія залишилася жива.

### Сюжет

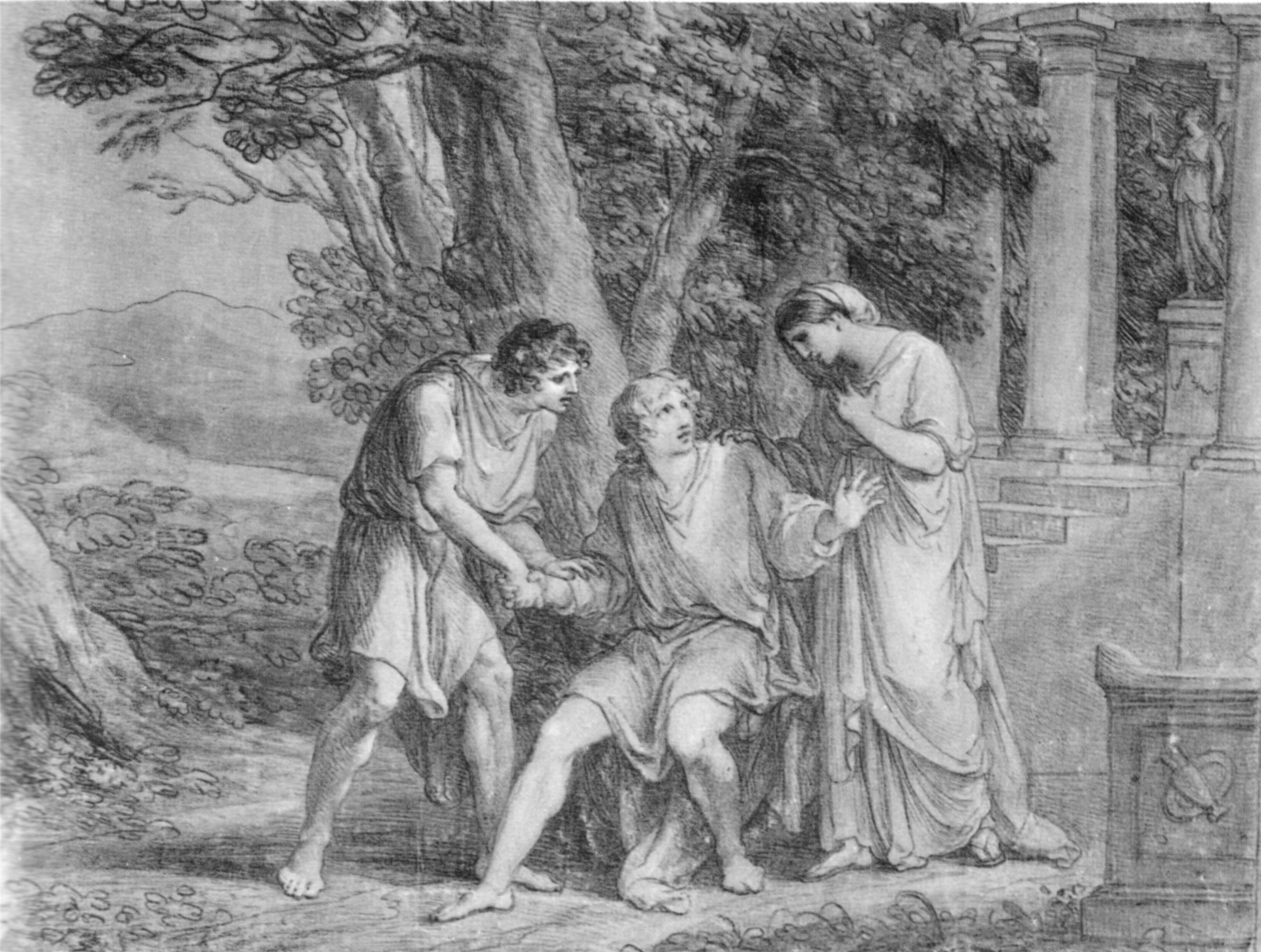
Ангеліка Кауфман, Іфігенія в Тавриді, 1803

Трагедія починається з того, що брат Іфігенії Орест разом зі своїм другом Піладом, чоловіком його другої сестри Електри, повинен, спокутуючи своїх гріхи, привезти до Греції з Тавриди дерев'яного ідола богині Артеміди. То було складне завдання, бо, мовляв, іноземців у Тавриді приносять у жертву Артеміді.
Іфігенія служить жрицею Артеміди, в її обов'язки входить готувати чужинців для принесення в жертву. Напередодні вона бачить сон, який тлумачить як звістку про смерть Ореста. Засмучена Іфігенія йде до чужинців, яких має підготувати до церемонії, але обіцяє відпустити одного з них, якщо той відвезе до Греції листа для Ореста. Поки герої не знають, кому потрібно передати лист, вони сперечаються, хто з них має залишитися живим, але коли з'ясовується, що жриця це Іфігенія, вони розповідають їй про мету свого візиту. Іфігенія береться їм допомогти, вона переконує всіх, що статуя богині нечиста через дотики чужинців і її необхідно омити в морі. Бранці виносять статую, і разом з Іфигенією сідають на свій корабель. Коли варта помічає це, втікачі опиняються вже далеко. Наприкінці трагедії з'являється богиня Афіна та закликає царя Таврії не переслідувати втікачів, оскільки їхня справа підтримується богами.

## Українські переклади
«Іфігенію в Тавриді», а також інші трагедії Евріпіда українською мовою переклав Андрій Содомора. Переклад був опублікований у видавництві «Основи» 1993 року.
- Евріпід. Трагедії / Переклади з давньогрецької А. Содомори та Б. Тена. — Київ: Основи, 1993. — 448 с. [Архівовано 6 квітня 2015 у Wayback Machine.]

## Інші літературні твори
- 1779-1786: Гете, трагедія «Іфігенія в Тавриді».
- 1898: Леся Українка, «Іфігенія в Тавриді» (драматична сцена).

## У музиці

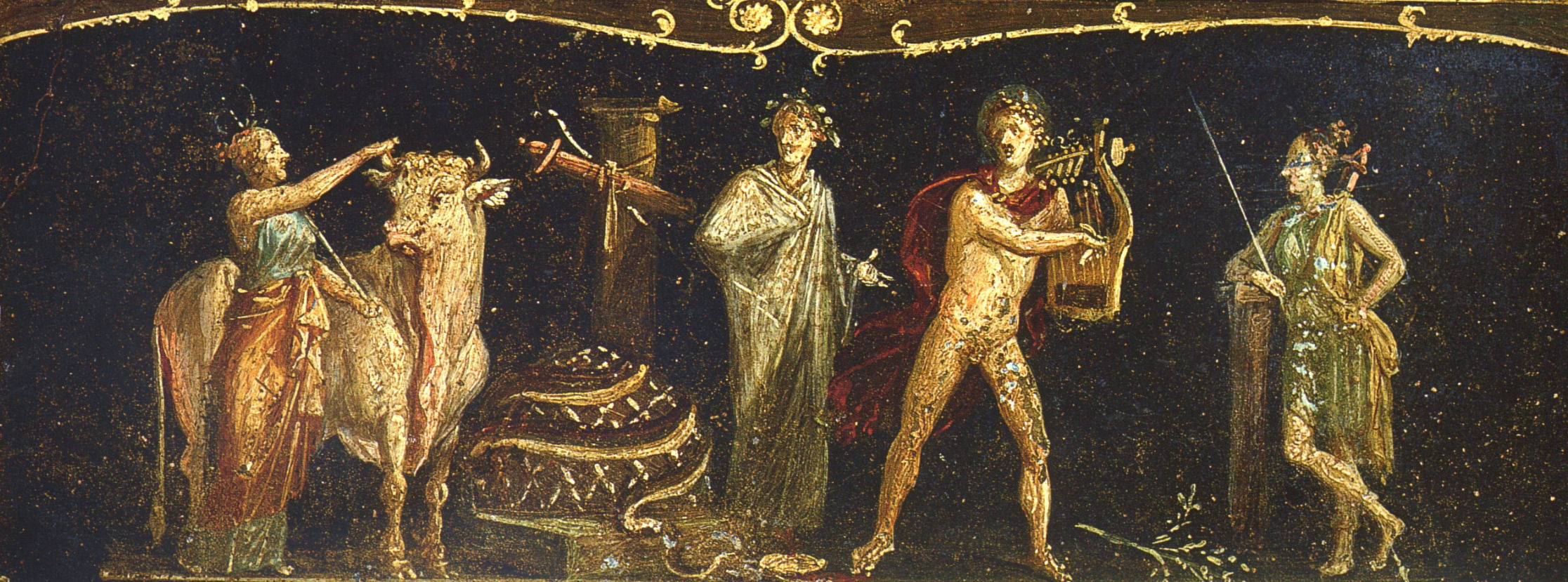
Помпеї, Casa dei Vettii — Іфігенія в Тавриді

- 1704: Андре Кампра, опера «Іфігенія в Тавриді»
- 1725: Леонардо Вінчі, опера «Іфігенія в Тавриді»
- 1763: Томмазо Траетта, опера «Іфігенія в Тавриді»
- 1768: Бальдассаре Ґалуппі, опера «Іфігенія в Тавриді»
- 1779: Глюк, опера «Іфігенія в Тавриді»
- 1781: Нікколо Піччіні, музична трагедія «Іфігенія в Тавриді»
- 2015: Олексій Ретинський[3] ,,Візуально-музично-драматичний спектакль «Іфігенія в Тавриді. Наречена для терориста»

## В інших видах мистецтва
Трагедії Евріпіда та сюжетові про Іфігенію в Тавриді присвячені також полотна художників. Зокрема, сюжет відображений на стіні в Помпеях (не пізніше 79 року н. е.)